# Sir Kay
Nel ciclo arturiano, Sir Kay (Cai, Cei, Kai o Kei in gallese, Caius in latino o italianizzato in Caio) è uno dei primi Cavalieri della Tavola rotonda. Figlio naturale di Sir Ector e fratellastro maggiore di Re Artù, in seguito suo siniscalco.

## Origini del personaggio

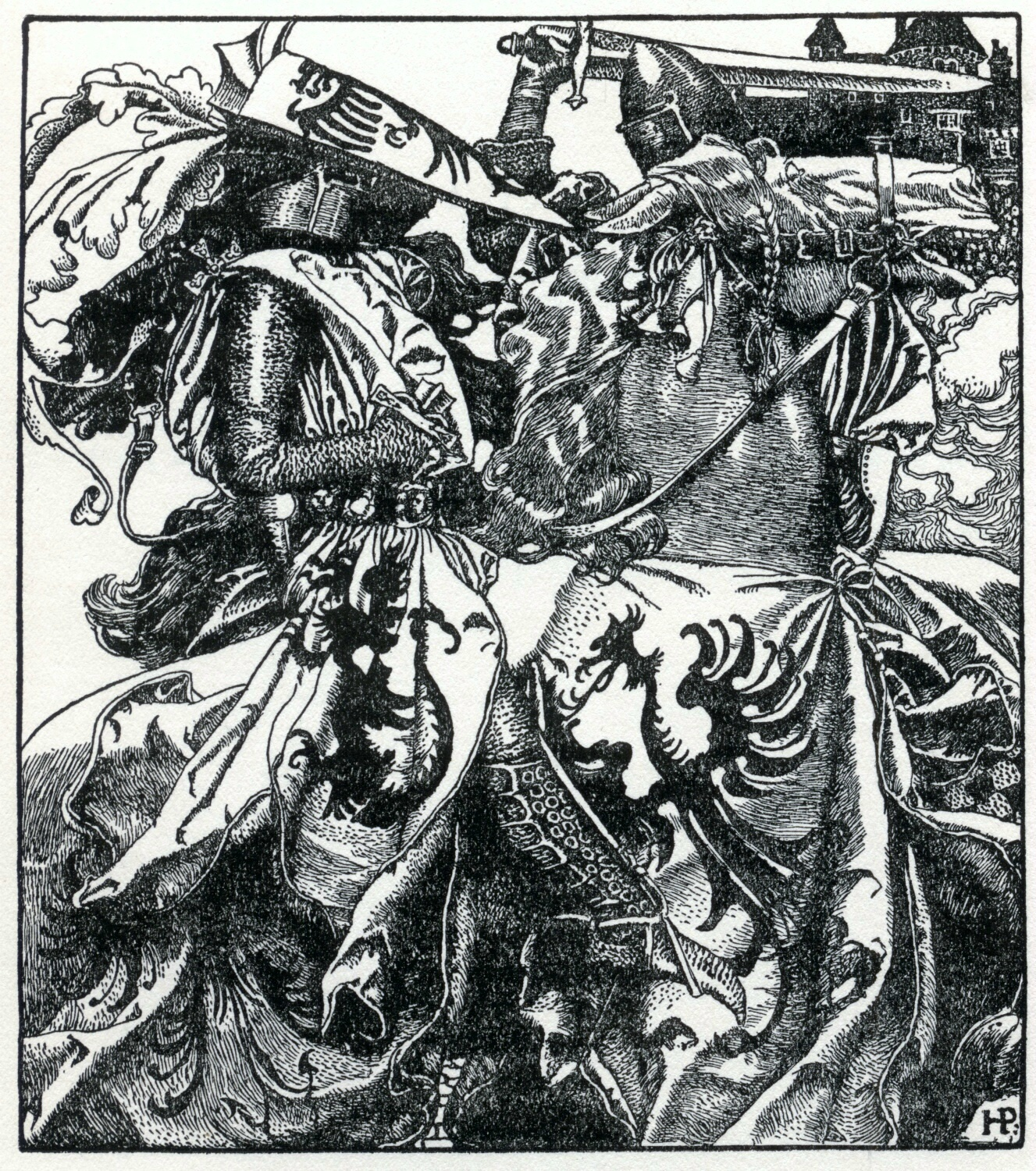
"Sir Kay spezza la sua spada al Torneo", da La storia di Re Artù e dei suoi cavalieri di Howard Pyle (1903).

### Nell'opera di Thomas Malory
Nel Lancillotto in prosa e in Le Morte d'Arthur di Thomas Malory, il padre di Kay, Ector, adotta il neonato Artù dopo che Merlino lo ha portato via dai suoi genitori naturali, Uther Pendragon e Igraine, crescendolo come se fosse suo figlio e fratello minore di Kay. Durante un torneo a Londra, Artù perse la spada del fratello mentre gli faceva da scudiero e, cercando di sostituirla, estrasse la spada nella roccia, rivelando così la sua vera discendenza. Kay mostra in un primo momento il suo caratteristico opportunismo dicendo di aver estratto egli stesso la spada, ma subito dopo ammette che l'impresa era stata opera di Artù. Diviene così uno dei primi cavalieri della tavola rotonda, servendo per tutta la vita il fratello come scudiero. Sir Kay è detto il siniscalco, importante titolo militare dell'età feudale.

## Cinema
Nel film La spada nella roccia, Kay è chiamato Caio e vive con il padre Ettore e il suo fratellastro Artù, che lui e il padre trattano come un servo.